# Зингман, Вадим Яковлевич
Зи́нгман Вади́м Яковлевич (род. 22 июля 1970, Ленинград, СССР) — российский менеджер, президент «Альфа-Групп» (с 2019 года).

## Биография
С отличием окончил Санкт-Петербургский университет экономики и финансов по специальности «экономика труда», кандидат экономических наук.
В 1992—1998 годах — вице-президент «Инкомбанка». В 1999 году — председатель правления «Балтонэксим Банка». В 2000 году — президент «Межрегионального клирингового банка».
В 2001—2008 годах — в Министерстве экономического развития и торговли Российской Федерации. Изначально занимал должность директора Департамента поддержки экспорта, затем назначен заместителем директора Департамента государственного регулирования внешнеторговой деятельности.
С 2008 года — директор департамента по связям с органами государственной власти АФК «Система».
В 2009 году работал в «Аэрофлоте». Занимал должности советника генерального директора, заместителя генерального директора по операционной деятельности и управлению качеством продукта, заместителя генерального директора по работе с клиентами.
В 2015 году избран председателем совета директоров авиакомпании «Россия» (входит в состав «Аэрофлота»).
С 15 октября 2019 года — президент «Альфа-Групп», член Наблюдательного совета «Альфа-Групп», член совета директоров «Росводоканала» и «Альфастрахования».
Член центрального штаба Общероссийского народного фронта. Член Попечительского совета Федерации регби России.
Женат, имеет четверых детей.

## Признание
В 2018 году стал номинантом премии «Топ-1000 российских менеджеров» в номинации «Лучший директор по корпоративному управлению».
В рейтинге «Высшие руководители. Топ-250» издания «Коммерсантъ» занимал первое место в разделе «Многопрофильные холдинги» в 2020-м, 2022-м и 2023-м году.
Награждён орденом Дружбы, медалью ордена «За заслуги перед Отечеством» II степени, а также медалью «За содействие органам наркоконтроля». Отмечен благодарностями президента Российской Федерации, благодарностью председателя Совета Федерации, награжден почётной грамотой Правительства РФ.